# Westover (Pennsylvanie)
Pour les articles homonymes, voir Westover.
Westover est un borough situé au sud du comté de Clearfield, en Pennsylvanie, aux États-Unis,. En 2010, il comptait une population de 390 habitants. Il est incorporé le 2 octobre 1895.

## Démographie
Lors du recensement de 2010, le borough comptait une population de 390 habitants. Elle est estimée, en 2019, à 364 habitants.

### Source de la traduction
- (en) Cet article est partiellement ou en totalité issu de l’article de Wikipédia en anglais intitulé « Westover, Pennsylvania » (voir la liste des auteurs).